# Orbitalna rezonancija
Orbitalna rezonancija, astronomska pojava. Vrsta je rezonancije, kod koje se ophodno vrijeme svemirskih tijela oko središta putanje odnose kao omjeri malih brojeva. Kod revolucija Plutona i Neptuna iznosi 2 : 3, Saturna i Jupitera 2 : 5, a Jupiterovih satelita Ganimeda, Europe i Ije jest 1 : 2 : 4.
Kod galaktičkih sudara samo bliski, spori susreti stvaraju mostove i repove. Podudara li se orbitalna kutna brzina jedne od galaksija podudara s kutnom brzinom nekih zvijezda u disku druge galaktike, tada su pojave su najizrazitije. Orbitalna rezonancija se tad pojavljuje i djeluje na obje strane galaktičkog diska. Drugim riječima, orbitalna rezonancija djeluje ne samo na mjestu gdje su se galaktike susrele odnosno sudarile, nego ni na drugu stranu. Plimne sile tad su vrlo učinkovite, pojavljuju se dva plimna ispupčenja, i izvući će iz galaktika struju zvijezda i plina kako će galaksije budu "plesale" jedna oko druge. Zadovoljenjem svih preostalih uvjeta, struja zvijezda, koja će razderati bliske strane među galaktikama, oblikovat će "most" između galaktika. Zbog očuvanja kutnog momenta, materija izvučena sa suprotnih strana kreće se tako da bi oblikovala zakrivljeni rep ili pak popularne "antene".